# Premier League
Premier League – najwyższa w hierarchii klasa męskich ligowych rozgrywek piłkarskich w Anglii, będąca jednocześnie najwyższym szczeblem centralnym (I poziom ligowy), utworzona 20 lutego 1992 i od tego momentu zarządzana przez FA Premier League. Zmagania w jej ramach toczą się cyklicznie (co sezon od sierpnia do maja), systemem kołowym i przeznaczone są dla 20 najlepszych angielskich i walijskich klubów piłkarskich. Ich zwycięzca zostaje mistrzem Anglii, zaś najsłabsze drużyny są relegowane do EFL Championship.
Liga została założona 20 lutego 1992 jako FA Premier League, gdy kluby Football League First Division zdecydowały się uniezależnić od The Football League i Football Association. Od tego czasu Premier League jest najchętniej oglądaną ligą sportową na świecie. Są to także najbardziej dochodowe rozgrywki piłkarskie. W sezonie 2007/2008 obroty klubów wyniosły 1,93 miliardów funtów (3,15 miliardów dolarów).
Od czasu założenia w rozgrywkach Premier League brało udział 51 drużyn.

## Historia

### Tło
Pomimo znaczących europejskich sukcesów angielskiej piłki nożnej w latach 70. i początku lat 80. XX wieku, po 1985 r. nastąpił poważny kryzys tamtejszego futbolu. Niedoinwestowane od dłuższego czasu stadiony popadały w ruinę a stałym elementem większości meczów było chuligaństwo. Spowodowało to spadek zainteresowania wszystkimi krajowymi rozgrywkami, a tym samym ich znaczenia dla mediów oraz sponsorów. Dodatkowo, na skutek zamieszek na Heysel, w 1985 r. angielskie klubu dostały 5-letni zakaz gry w europejskich pucharach. Football League First Division, będąca w tym czasie najwyższym szczeblem ligowym w Anglii, znacznie odstawała od czołowych rozgrywek "starego kontynentu", jak Serie A, czy Primera División, zarówno pod względem meczowej frekwencji, jak i przychodów klubów. Z tego powodu kilku czołowych angielskich zawodników przeniosło się do drużyn włoskich oraz hiszpańskich. Nadspodziewanie dobry występ reprezentacji Anglii podczas Mistrzostw Świata 1990 (dojście do półfinału) spowodował ponowny wzrost popularności piłki nożnej w tym kraju. W tym samym roku UEFA zniosła wykluczenie angielskich zespołów z europejskich pucharów. W 1991 r. Manchester United zdobył Puchar Zdobywców Pucharów. Po tragedii na Hillsborough wydano Raport Taylora, który zapoczątkował przebudowę i modernizację obiektów sportowych w Wielkiej Brytanii.
Największe angielskie kluby zaczęły przekształcać się w przedsięwzięcia biznesowe, stosując komercyjne zasady działania w celu maksymalizacji zysków. Liderami tej transformacji stali się Martin Edwards z Manchesteru United, Irving Scholar z Tottenhamu Hotspur i David Dein z Arsenalu. Najlepsze kluby starały się zwiększyć swoją władzę i dochody groźbą oderwania się od Football League. Istotne znaczenie zacząły mieć pieniądze z tytułu praw telewizyjnych. Za dwuletnią umowę podpisaną w 1986 r. Football League otrzymało 6,3 milionów funtów z czego kluby otrzymały do podziału połowę. Negocjacje w 1988 r. były prowadzone pod groźbą odejścia dziesięciu klubów i utworzenia „superligi”, ale ostatecznie przekonano je do pozostania – kwota nowego, czteroletniego kontraktu wyniosła 44 miliony funtów, a kluby uzyskały aż 75% z niej. W 1988 r. pierwszy raz spróbowano oddzielić First Division od Football League, jednak się to nie powiodło. Na początku lat 90. duże kluby ponownie rozważały odejście, bowiem musiały sfinansować koszty modernizacji swoich stadionów zgodnie z wytycznymi Raportu Taylora.

### Założenie
Na końcu sezonu 1990/1991 dyskusji została poddana także kwestia przyciągnięcia większej ilości pieniędzy do piłki nożnej przez stworzenie nowej ligi. 17 lipca 1991 kluby z First Division podpisały umowę, w której znajdowały się szczegóły założenia FA Premier League. Nowe rozgrywki miały być komercyjnie niezależne od The Football Association oraz Football League, przez co FA Premier League mogła zawierać własne umowy o prawa telewizyjne oraz sponsorskie. Większy dochód pozwoliłby angielskim zespołom konkurować z klubami z całej Europy.
20 lutego 1992 kluby First Division zrezygnowały z gry w Football League i 27 maja 1992 FA Premier League została spółką z ograniczoną odpowiedzialnością. Od tego czasu w skład Football League wchodzą trzy ligi, zaś wcześniej przez 104 lata w jej skład wchodziły cztery szczeble rozgrywek. Nie było natomiast zmiany w formacie rozgrywek, w Premier League grała taka sama liczba klubów jak w First Division. Obowiązywał także system spadku i awansu pomiędzy najwyższą ligą a drugim szczeblem rozgrywek, który zmienił nazwę na First Division; trzecia liga nazywała się natomiast Second Division.

### Po założeniu
Debiut nowych rozgrywek miał miejsce w sezonie 1992/1993, a wystąpiły w nim 22 drużyny: Arsenal, Aston Villa, Blackburn Rovers, Chelsea, Coventry City, Crystal Palace, Everton, Ipswich Town, Leeds United, Liverpool, Manchester City, Manchester United, Middlesbrough, Norwich City, Nottingham Forest, Oldham Athletic, Queens Park Rangers, Sheffield United, Sheffield Wednesday, Southampton, Tottenham Hotspur oraz Wimbledon. Pierwszą bramkę zdobył Brian Deane dla Sheffield United, w wygranym 2:1 spotkaniu z Manchesterem United. W 1995 r. na skutek namowy FIFA liczba zespołów w rozgrywkach została zmniejszona do 20. Wówczas cztery zespoły spadły z ligi, zaś na ich miejsce powróciły dwa inne. 8 czerwca 2006 FIFA złożyła wniosek o zmniejszenie przez wszystkie najlepsze ligi europejskie liczby drużyn do 18, jednak Premier League sprzeciwiła się temu. W sezonie 2007/2008 grało 20 klubów. W 2007 r. zmieniła się także nazwa rozgrywek z FA Premier League na Premier League.

## Struktura
Premier League jest kierowana przez korporację, podzieloną pomiędzy dwadzieścia klubów. Każdy klub posiada pewną część udziałów oraz swój głos we wszystkich aspektach działania spółki, takich jak kontrakty czy zmiany zasad. Kluby wybierają prezesów i grupę dyrektorów, którzy zajmują się codziennymi sprawami korporacji. Football Association, piłkarska federacja angielska, nie ingeruje w codzienne działanie spółki, jednak jest jednym z udziałowców i posiada prawo weta.

## Sponsoring
Premier League miała sponsora tytularnego w latach 1993–2016:
- 1993–2001: Carling (FA Carling Premiership)
- 2001–2004: Barclaycard (Barclaycard Premiership)
- 2004–2007: Barclays (Barclays Premiership)
- 2007–2016: Barclays Premier League[12]

## Format rozgrywek
W Premier League swoje mecze rozgrywa dwadzieścia zespołów. Podczas sezonu (który trwa od sierpnia do maja) każda para drużyn gra ze sobą dwukrotnie, raz na stadionie jednego z nich, a raz na stadionie drugiego – daje to 38 meczów dla każdego zespołu i 380 meczów w całym sezonie. W soboty większość meczów rozgrywanych jest o godzinie 16:00 czasu CET. Są to mecze nietransmitowane w brytyjskiej telewizji. Czasem mecze sobotnie są rozgrywane o 13:30 i 18:30 ze względu na relację telewizyjną. Podobnie jest z meczami niedzielnymi o 14:30 lub 17:00 czasu CET, czasami są też mecze o godzinie 16:00 kiedy angielska drużyna grała wcześniej w czwartek w europejskich pucharach. Natomiast czasem jeden pojedynek kolejki odbywa się w poniedziałek o 21:00 czasu CET również ze względów telewizyjnych. Od sezonu 2016/2017 zdarza się, że mecz inaugurujący weekendową kolejkę jest rozgrywany już w piątek o 21:00 czasu CET. Zwycięska drużyna otrzymuje trzy punkty, za remis dostaje się jeden, natomiast drużyna pokonana nie dostaje żadnego punktu. Kluby są klasyfikowane w tabeli po liczbie punktów, następnie po różnicy goli (bramek zdobytych i straconych). Na końcu sezonu klub, który zgromadził najwięcej punktów, zostaje mistrzem ligi.

## Skład ligi w sezonie 2025/2026
| Uczestnicy poprzedniej edycji | Uczestnicy poprzedniej edycji | Uczestnicy poprzedniej edycji | Uczestnicy poprzedniej edycji |
| --- | ----------------------------- | ----------------------------- | ----------------------------- |
| LFC | Liverpool                     | Liverpool                     | 1                             |
| ARS | Arsenal                       | Londyn                        | 2                             |
| MNC | Manchester City               | Manchester                    | 3                             |
| CHE | Chelsea                       | Londyn                        | 4                             |
| NEW | Newcastle United              | Newcastle upon Tyne           | 5                             |
| AST | Aston Villa                   | Birmingham                    | 6                             |
| NTF | Nottingham Forest             | West Bridgford                | 7                             |
| B&H | Brighton & Hove Albion        | Brighton                      | 8                             |
| BOU | Bournemouth                   | Bournemouth                   | 9                             |
| BRE | Brentford                     | Londyn                        | 10                            |
| FUL | Fulham                        | Londyn                        | 11                            |
| CRY | Crystal Palace                | Londyn                        | 12                            |
| EVE | Everton                       | Liverpool                     | 13                            |
| WHU | West Ham United               | Londyn                        | 14                            |
| MNU | Manchester United             | Manchester                    | 15                            |
| WOL | Wolverhampton Wanderers       | Wolverhampton                 | 16                            |
| TOT | Tottenham Hotspur             | Londyn                        | 17                            |
| Spadek z Premier League 2024/25 |                               |                               |                               |
| LEI | Leicester City                | Leicester                     | 18                            |
| IPS | Ipswich Town                  | Ipswich                       | 19                            |
| SOT | Southampton                   | Southampton                   | 20                            |
| Awans z EFL Championship 2024/25 |                               |                               |                               |
| LEE | Leeds United                  | Leeds                         | 1                             |
| BUR | Burnley                       | Burnley                       | 2                             |
| po barażach |                               |                               |                               |
| SUN | Sunderland                    | Sunderland                    | 4                             |
| Oznaczenia: - kolumna pierwsza – skróty nazw drużyn, - kolumna trzecia – siedziba klubu, - kolumna czwarta – miejsce zajęte w poprzednim sezonie. |                               |                               |                               |

## Lista sezonów
| Sezon          | K | K | T  | Mistrz            | Wicemistrz        | III miejsce       | Br. | Król strzelców                                                                                     | Uwagi     |
| Premier League |   |   |    |                   |                   |                   |     | |           |
| 1992/1993      |   |   | 1  | Manchester United | Aston Villa       | Norwich City      | 22  | Teddy Sheringham (Nottingham Forest/Tottenham)                                                     | 22 kluby  |
| 1993/1994      |   |   | 2  | Manchester United | Blackburn Rovers  | Newcastle United  | 34  | Andrew Cole (Newcastle United)                                                                     | 22 kluby  |
| 1994/1995      |   |   | 1  | Blackburn Rovers  | Manchester United | Nottingham Forest | 34  | Alan Shearer (Blackburn Rovers)                                                                    | 22 kluby  |
| 1995/1996      |   |   | 3  | Manchester United | Newcastle United  | Liverpool         | 31  | Alan Shearer (Blackburn Rovers)                                                                    | 20 klubów |
| 1996/1997      |   |   | 4  | Manchester United | Newcastle United  | Arsenal           | 25  | Alan Shearer (Newcastle United)                                                                    | 20 klubów |
| 1997/1998      |   |   | 1  | Arsenal           | Manchester United | Liverpool         | 18  | Chris Sutton (Blackburn Rovers), Dion Dublin (Coventry City), Michael Owen (Liverpool)             | 20 klubów |
| 1998/1999      |   |   | 5  | Manchester United | Arsenal           | Chelsea           | 18  | Jimmy Floyd Hasselbaink (Leeds United), Michael Owen (Liverpool), Dwight Yorke (Manchester United) | 20 klubów |
| 1999/2000      |   |   | 6  | Manchester United | Arsenal           | Leeds United      | 30  | Kevin Phillips (Sunderland)                                                                        | 20 klubów |
| 2000/2001      |   |   | 7  | Manchester United | Arsenal           | Liverpool         | 23  | Jimmy Floyd Hasselbaink (Chelsea)                                                                  | 20 klubów |
| 2001/2002      |   |   | 2  | Arsenal           | Liverpool         | Manchester United | 24  | Thierry Henry (Arsenal)                                                                            | 20 klubów |
| 2002/2003      |   |   | 8  | Manchester United | Arsenal           | Newcastle United  | 25  | Ruud van Nistelrooy (Manchester United)                                                            | 20 klubów |
| 2003/2004      |   |   | 3  | Arsenal           | Chelsea           | Manchester United | 30  | Thierry Henry (Arsenal)                                                                            | 20 klubów |
| 2004/2005      |   |   | 1  | Chelsea           | Arsenal           | Manchester United | 25  | Thierry Henry (Arsenal)                                                                            | 20 klubów |
| 2005/2006      |   |   | 2  | Chelsea           | Manchester United | Liverpool         | 27  | Thierry Henry (Arsenal)                                                                            | 20 klubów |
| 2006/2007      |   |   | 9  | Manchester United | Chelsea           | Liverpool         | 20  | Didier Drogba (Chelsea)                                                                            | 20 klubów |
| 2007/2008      |   |   | 10 | Manchester United | Chelsea           | Arsenal           | 31  | Cristiano Ronaldo (Manchester United)                                                              | 20 klubów |
| 2008/2009      |   |   | 11 | Manchester United | Liverpool         | Chelsea           | 19  | Nicolas Anelka (Chelsea)                                                                           | 20 klubów |
| 2009/2010      |   |   | 3  | Chelsea           | Manchester United | Arsenal           | 29  | Didier Drogba (Chelsea)                                                                            | 20 klubów |
| 2010/2011      |   |   | 12 | Manchester United | Chelsea           | Manchester City   | 20  | Dimityr Berbatow (Manchester United), Carlos Tévez (Manchester City)                               | 20 klubów |
| 2011/2012      |   |   | 1  | Manchester City   | Manchester United | Arsenal           | 30  | Robin van Persie (Arsenal)                                                                         | 20 klubów |
| 2012/2013      |   |   | 13 | Manchester United | Manchester City   | Chelsea           | 26  | Robin van Persie (Manchester United)                                                               | 20 klubów |
| 2013/2014      |   |   | 2  | Manchester City   | Liverpool         | Chelsea           | 31  | Luis Suárez (Liverpool)                                                                            | 20 klubów |
| 2014/2015      |   |   | 4  | Chelsea           | Manchester City   | Arsenal           | 26  | Sergio Agüero (Manchester City)                                                                    | 20 klubów |
| 2015/2016      |   |   | 1  | Leicester City    | Arsenal           | Tottenham Hotspur | 25  | Harry Kane (Tottenham Hotspur)                                                                     | 20 klubów |
| 2016/2017      |   |   | 5  | Chelsea           | Tottenham Hotspur | Manchester City   | 29  | Harry Kane (Tottenham Hotspur)                                                                     | 20 klubów |
| 2017/2018      |   |   | 3  | Manchester City   | Manchester United | Tottenham Hotspur | 32  | Mohamed Salah (Liverpool)                                                                          | 20 klubów |
| 2018/2019      |   |   | 4  | Manchester City   | Liverpool         | Chelsea           | 22  | Mohamed Salah (Liverpool), Sadio Mané (Liverpool), Pierre-Emerick Aubameyang (Arsenal)             | 20 klubów |
| 2019/2020      |   |   | 1  | Liverpool         | Manchester City   | Manchester United | 23  | Jamie Vardy (Leicester City)                                                                       | 20 klubów |
| 2020/2021      |   |   | 5  | Manchester City   | Manchester United | Liverpool         | 23  | Harry Kane (Tottenham Hotspur)                                                                     | 20 klubów |
| 2021/2022      |   |   | 6  | Manchester City   | Liverpool         | Chelsea           | 23  | Mohamed Salah (Liverpool), Son Heung-Min (Tottenham Hotspur)                                       | 20 klubów |
| 2022/2023      |   |   | 7  | Manchester City   | Arsenal           | Manchester United | 36  | Erling Haaland (Manchester City)                                                                   | 20 klubów |
| 2023/2024      |   |   | 8  | Manchester City   | Arsenal           | Liverpool         | 27  | Erling Haaland (Manchester City)                                                                   | 20 klubów |
| 2024/2025      |   |   | 2  | Liverpool         | Arsenal           | Manchester City   | 29  | Mohamed Salah (Liverpool)                                                                          | 20 klubów |

## Statystyki

### Podium Premier League (od sezonu 1992/93)
W dotychczasowej historii Premier League na podium oficjalnie stawało w sumie 13 drużyn. Liderem klasyfikacji jest Manchester United, który zdobył 13 tytułów mistrzowskich. Aktualnym zwycięzcą jest Liverpool F.C. który zdobył tytuł po raz drugi.
| Lp. | Klub                   | Miejsca na podium | Miejsca na podium | Miejsca na podium | Zwycięskie sezony                                                      |   |   | |
| --- | ---------------------- | ----------------- | ----------------- | ----------------- | ---------------------------------------------------------------------- | - | - | --- |
| Lp. | Klub                   | 1.                | Manchester United | 13                | Zwycięskie sezony                                                      | 7 | 5 | 1992/93, 1993/94, 1995/96, 1996/97, 1998/99, 1999/00, 2000/01, 2002/03, 2006/07, 2007/08, 2008/09, 2010/11, 2012/13 |
| 2.  | Manchester City        | 8                 | 3                 | 2                 | 2011/12, 2013/14, 2017/18, 2018/19, 2020/21, 2021/22, 2022/23, 2023/24 |   |   | |
| 3.  | Chelsea F.C.           | 5                 | 4                 | 6                 | 2004/05, 2005/06, 2009/10, 2014/15, 2016/17                            |   |   | |
| 4.  | Arsenal F.C.           | 3                 | 8                 | 5                 | 1997/98, 2001/02, 2003/04                                              |   |   | |
| 5.  | Liverpool F.C.         | 2                 | 5                 | 7                 | 2019/20, 2024/25                                                       |   |   | |
| 6.  | Blackburn Rovers       | 1                 | 1                 | 0                 | 1994/95                                                                |   |   | |
| 7.  | Leicester City         | 1                 | 0                 | 0                 | 2015/16                                                                |   |   | |
| 8.  | Newcastle United       | 0                 | 2                 | 2                 |                                                                        |   |   | |
| 9.  | Tottenham Hotspur      | 0                 | 1                 | 2                 |                                                                        |   |   | |
| 10. | Aston Villa            | 0                 | 1                 | 0                 |                                                                        |   |   | |
| 11. | Leeds United           | 0                 | 0                 | 1                 |                                                                        |   |   | |
| 11. | Norwich City F.C.      | 0                 | 0                 | 1                 |                                                                        |   |   | |
| 11. | Nottingham Forest F.C. | 0                 | 0                 | 1                 |                                                                        |   |   | |
|     | Suma                   | 31                | 31                | 31                |                                                                        |   |   | |

### 500+ występów
Stan na 4 lutego 2024
Źródło: Strona Premier League.
| Lp.                                                                        | Gracz           | Kluby | Mecze | Lata gry  |
| -------------------------------------------------------------------------- | --------------- | --- | ----- | --------- |
| 1                                                                          | Gareth Barry    | Aston Villa (365), Manchester City (132), Everton (131) i West Bromwich Albion (25)                                              | 653   | 1998-2018 |
| 2                                                                          | James Milner    | Leeds United (48), Newcastle United (94), Aston Villa (100), Manchester City (147) Liverpool (230) i Brighton & Hove Albion (15) | 634   | 2002-     |
| 3                                                                          | Ryan Giggs      | Manchester United | 632   | 1992-2014 |
| 4                                                                          | Frank Lampard   | West Ham United (148), Chelsea (429) i Manchester City (32)                                                                      | 609   | 1996-2015 |
| 5                                                                          | David James     | Liverpool (214), Aston Villa (67), West Ham United (64), Manchester City (93) i Portsmouth (134)                                 | 573   | 1992-2010 |
| 6                                                                          | Gary Speed      | Leeds United (143), Everton (58), Newcastle United (213) i Bolton Wanderers (121)                                                | 535   | 1992-2008 |
| 7                                                                          | Emile Heskey    | Leicester City (124), Liverpool (150), Birmingham City (68), Wigan Athletic (82) i Aston Villa (92)                              | 516   | 1995-2012 |
| 8                                                                          | Mark Schwarzer  | Middlesbrough (332), Fulham (172), Chelsea (4) i Leicester City (6)                                                              | 514   | 1997-2015 |
| 9                                                                          | Jamie Carragher | Liverpool | 508   | 1997-2013 |
| 10                                                                         | Phil Neville    | Manchester United (263) i Everton (242)                                                                                          | 505   | 1995-2013 |
| 11                                                                         | Rio Ferdinand   | West Ham United (127), Leeds United (54), Manchester United (312) i Queens Park Rangers (11)                                     | 504   | 1996-2015 |
| 11                                                                         | Steven Gerrard  | Liverpool | 504   | 1998-2015 |
| 13                                                                         | Sol Campbell    | Tottenham Hotspur (255), Arsenal (135), Portsmouth (95) i Newcastle United (7)                                                   | 503   | 1992-2011 |
| Pogrubioną czcionką zaznaczono graczy nadal występujących w Premier League |                 | |       |           |

### 100+ bramek w Premier League
Stan na 23 sierpnia 2024
Źródło: Strona Premier League
| Lp                                                                         | Gracz                   | Kluby | Gole |
| -------------------------------------------------------------------------- | ----------------------- | --- | ---- |
| 1                                                                          | Alan Shearer            | Blackburn Rovers (112), Newcastle United (148)                                                                             | 260  |
| 2                                                                          | Harry Kane              | Tottenham Hotspur | 213  |
| 3                                                                          | Wayne Rooney            | Everton (25) i Manchester United (183)                                                                                     | 208  |
| 4                                                                          | Andrew Cole             | Newcastle United (43), Manchester United (93), Blackburn Rovers (27), Fulham (12), Manchester City (9), Portsmouth (3)     | 187  |
| 5                                                                          | Sergio Agüero           | Manchester City | 184  |
| 6                                                                          | Frank Lampard           | West Ham United (24), Chelsea (147), Manchester City (6)                                                                   | 177  |
| 7                                                                          | Thierry Henry           | Arsenal | 175  |
| 8                                                                          | Robbie Fowler           | Liverpool (128), Leeds United (14), Manchester City (21)                                                                   | 163  |
| 9                                                                          | Jermain Defoe           | West Ham United (18), Portsmouth (15), Tottenham Hotspur (91), Sunderland (34), Bournemouth (4)                            | 162  |
| 10                                                                         | Mohamed Salah           | Liverpool | 178  |
| 11                                                                         | Michael Owen            | Liverpool (118), Newcastle United (26), Manchester United (5), Stoke City (1)                                              | 150  |
| 12                                                                         | Les Ferdinand           | Q.P.R. (60), Newcastle United (41), Tottenham Hotspur (33), West Ham United (2), Leicester City (12), Bolton Wanderers (1) | 149  |
| 13                                                                         | Teddy Sheringham        | Tottenham Hotspur (98), Manchester United (31), Portsmouth (9), West Ham United (8)                                        | 146  |
| 14                                                                         | Robin van Persie        | Arsenal (96), Manchester United (48)                                                                                       | 144  |
| 15                                                                         | Jamie Vardy             | Leicester City | 137  |
| 16                                                                         | Jimmy Floyd Hasselbaink | Leeds United (34), Chelsea (69), Middlesbrough (22) i Charlton Athletic (2)                                                | 127  |
| 17                                                                         | Robbie Keane            | Coventry City (12), Leeds United (13), Tottenham Hotspur (91), Liverpool (5), West Ham United (2), Aston Villa (3)         | 126  |
| 18                                                                         | Nicolas Anelka          | Arsenal (23), Liverpool (4), Manchester City (37), Bolton Wanderers (21), Chelsea (38), West Bromwich Albion (2)           | 125  |
| 19                                                                         | Dwight Yorke            | Aston Villa (60), Manchester United (48), Blackburn Rovers (12), Birmingham City (2), Sunderland (1)                       | 123  |
| 19                                                                         | Raheem Sterling         | Liverpool (18), Manchester City (91), Chelsea (14)                                                                         | 123  |
| 21                                                                         | Romelu Lukaku           | West Bromwich Albion (17), Everton (68), Manchester United (28) i Chelsea (8)                                              | 121  |
| 22                                                                         | Steven Gerrard          | Liverpool | 120  |
| 22                                                                         | Son Heung-Min           | Tottenham Hotspur | 120  |
| 24                                                                         | Ian Wright              | Arsenal (104), West Ham United (9)                                                                                         | 113  |
| 25                                                                         | Dion Dublin             | Manchester United (2), Coventry (61), Aston Villa (48)                                                                     | 111  |
| 25                                                                         | Sadio Mané              | Southampton (21), Liverpool (89)                                                                                           | 111  |
| 27                                                                         | Emile Heskey            | Leicester City (33), Liverpool (39), Birmingham City (14), Wigan Athletic (15), Aston Villa (9)                            | 110  |
| 28                                                                         | Ryan Giggs              | Manchester United | 109  |
| 29                                                                         | Peter Crouch            | Aston Villa (6), Southampton (12), Liverpool (22), Portsmouth (11), Tottenham Hotspur (12), Stoke City (45)                | 108  |
| 30                                                                         | Paul Scholes            | Manchester United | 107  |
| 31                                                                         | Darren Bent             | Ipswich Town (1), Charlton Athletic (31), Tottenham Hotspur (18), Sunderland (32), Aston Villa (21), Fulham (3)            | 106  |
| 32                                                                         | Didier Drogba           | Chelsea | 104  |
| 33                                                                         | Cristiano Ronaldo       | Manchester United | 103  |
| 34                                                                         | Matthew Le Tissier      | Southampton | 100  |
| Pogrubioną czcionką zaznaczono graczy nadal występujących w Premier League |                         | |      |

### Najwięcej asyst
Stan na 19 maja 2024
Źródło: Strona Premier League
| Lp                                                                         | Gracz           | Kluby                                                                                      | Asysty |
| -------------------------------------------------------------------------- | --------------- | ------------------------------------------------------------------------------------------ | ------ |
| 1                                                                          | Ryan Giggs      | Manchester United                                                                          | 162    |
| 2                                                                          | Kevin De Bruyne | Chelsea (1), Manchester City (111)                                                         | 112    |
| 3                                                                          | Cesc Fàbregas   | Arsenal (70), Chelsea (41)                                                                 | 111    |
| 4                                                                          | Wayne Rooney    | Everton (12), Manchester United (91)                                                       | 103    |
| 5                                                                          | Frank Lampard   | West Ham United (8), Chelsea (93), Manchester City (1)                                     | 102    |
| 6                                                                          | Dennis Bergkamp | Arsenal                                                                                    | 94     |
| 7                                                                          | David Silva     | Manchester City                                                                            | 93     |
| 8                                                                          | Steven Gerrard  | Liverpool                                                                                  | 92     |
| 9                                                                          | James Milner    | Newcastle United (8), Aston Villa (28), Manchester City (25), Liverpool (26), Brighton (2) | 89     |
| 10                                                                         | David Beckham   | Manchester United                                                                          | 80     |
| Pogrubioną czcionką zaznaczono graczy nadal występujących w Premier League |                 |                                                                                            |        |

### Bramkarze ze 100+ czystymi kontami
Stan na 19 sierpnia 2024
Źródło: Strona Premier League
| Lp                                                                         | Gracz              | Kluby                                                                                          | Czyste konta |
| -------------------------------------------------------------------------- | ------------------ | ---------------------------------------------------------------------------------------------- | ------------ |
| 1                                                                          | Petr Čech          | Chelsea (162), Arsenal (40)                                                                    | 202          |
| 2                                                                          | David James        | Liverpool (72), Aston Villa (20), West Ham United (18), Manchester City (20), Portsmouth (39), | 169          |
| 3                                                                          | Mark Schwarzer     | Middlesbrough (93), Fulham (56), Chelsea (2), Leicester City (1)                               | 152          |
| 4                                                                          | David de Gea       | Manchester United                                                                              | 147          |
| 5                                                                          | David Seaman       | Arsenal (138), Manchester City (3)                                                             | 141          |
| 6                                                                          | Nigel Martyn       | Crystal Palace (25), Leeds United (82), Everton (30)                                           | 137          |
| 7                                                                          | Pepe Reina         | Liverpool (134), Aston Villa (2)                                                               | 136          |
| 8                                                                          | Edwin van der Sar  | Fulham (42), Manchester United (90)                                                            | 132          |
| 8                                                                          | Tim Howard         | Manchester United (16), Everton (116)                                                          | 132          |
| 8                                                                          | Brad Friedel       | Liverpool (6), Blackburn Rovers (77), Aston Villa (35), Tottenham Hotspur (14),                | 132          |
| 11                                                                         | Peter Schmeichel   | Manchester United (112), Aston Villa (7), Manchester City (9)                                  | 128          |
| 12                                                                         | Joe Hart           | Manchester City (109), Birmingham City (10), West Ham United (4), Burnley (4)                  | 127          |
| 12                                                                         | Hugo Lloris        | Tottenham Hotspur                                                                              | 127          |
| 14                                                                         | Shay Given         | Blackburn Rovers (1), Newcastle United (89), Manchester City (14), Aston Villa (9)             | 113          |
| 14                                                                         | Ederson            | Manchester City                                                                                | 113          |
| 16                                                                         | Jussi Jääskeläinen | Bolton Wanderers (89), West Ham United (19),                                                   | 108          |
| 17                                                                         | Thomas Sørensen    | Sunderland (35), Aston Villa (46), Stoke City (26)                                             | 107          |
| Pogrubioną czcionką zaznaczono graczy nadal występujących w Premier League |                    |                                                                                                |              |

## Uczestnicy
W rozgrywkach Premier League, od sezonu 1992/1993 do sezonu 2024/2025, udział brało łącznie 51 zespołów, z czego 6 (Arsenal F.C., Chelsea F.C., Everton F.C., Liverpool F.C., Manchester United F.C. i Tottenham Hotspur F.C.) wystąpiło w każdej edycji.
Pogrubione zespoły biorące udział w sezonie 2024/2025.
- 33 razy: Arsenal F.C., Chelsea F.C., Everton F.C., Liverpool F.C., Manchester United F.C., Tottenham Hotspur F.C.
- 30 razy: Aston Villa F.C., Newcastle United F.C.
- 29 razy: West Ham United F.C.
- 28 razy: Manchester City F.C.
- 25 razy: Southampton F.C.
- 18 razy: Blackburn Rovers F.C., Leicester City F.C., Fulham F.C.
- 16 razy: Sunderland F.C., Crystal Palace F.C.
- 15 razy: Middlesbrough F.C., Leeds United F.C.
- 13 razy: Bolton Wanderers F.C., West Bromwich Albion F.C.
- 11 razy: Wolverhampton Wanderers F.C.
- 10 razy: Stoke City F.C., Norwich City F.C.
- 9 razy: Coventry City F.C., Burnley F.C.
- 8 razy: Charlton Athletic F.C., Sheffield Wednesday F.C., Wigan Athletic F.C., Wimbledon F.C., Watford F.C., Nottingham Forest F.C., A.F.C. Bournemouth, Brighton & Hove Albion F.C.
- 7 razy: Birmingham City F.C., Derby County F.C., Portsmouth F.C., Queens Park Rangers F.C., Swansea City F.C.
- 6 razy: Sheffield United F.C., Ipswich Town F.C.
- 5 razy: Hull City F.C.,
- 4 razy: Brentford F.C.
- 3 razy: Reading F.C.
- 2 razy: Bradford City A.F.C., Oldham Athletic F.C., Cardiff City F.C., Huddersfield Town F.C.
- 1 raz: Barnsley F.C., Blackpool F.C., Swindon Town F.C., Luton Town F.C.

## Prawa telewizyjne w Polsce
W latach 1997–2022 prawa telewizyjne do Premier League w Polsce posiadał na wyłączność Canal+. Początkowo było to kilka meczów w kolejce. Z czasem nadawca zaczął pokazywać wszystkie spotkania rozgrywek. Transmisje meczów ligi angielskiej na żywo w Internecie udostępniane były przez platformy streamingowe Player i Canal+online. Po 25 latach pokazywania meczów Premier League w Polsce, telewizja Canal+ utraciła prawa na wyłączność do pokazywania rozgrywek. Od sezonu 2022/2023 do 2027/2028 transmisje z wszystkich meczów Premier League są dostępne za pośrednictwem platformy Viaplay. W lipcu 2022 kierownictwo Viaplay Polska i Canal+ Polska podpisały umowę o współpracy. Serwis streamingowy od jesieni 2022 roku jest dostępny dla klientów platformy Canal+ w Polsce, posiadających pakiet premium Canal+. Od sezonu 2022/2023 dwa wybrane spotkania każdej kolejki są transmitowane na kanałach Canal+ z komentarzem udostępnianym od Viaplay.